# Trichoderma croceum
Trichoderma croceum är en svampart som beskrevs av Bissett 1992. Trichoderma croceum ingår i släktet Trichoderma och familjen Hypocreaceae.   Inga underarter finns listade i Catalogue of Life.